# Horní Suchá (Liberec)
Horní Suchá (něm. Ober Berzdorf) je část města Liberec. Nachází se na západě Liberce. Je zde evidováno 112 adres. Trvale zde žije méně než tisíc obyvatel.
Liberec XXII-Horní Suchá leží v katastrálním území Horní Suchá u Liberce o rozloze 5,73 km2.

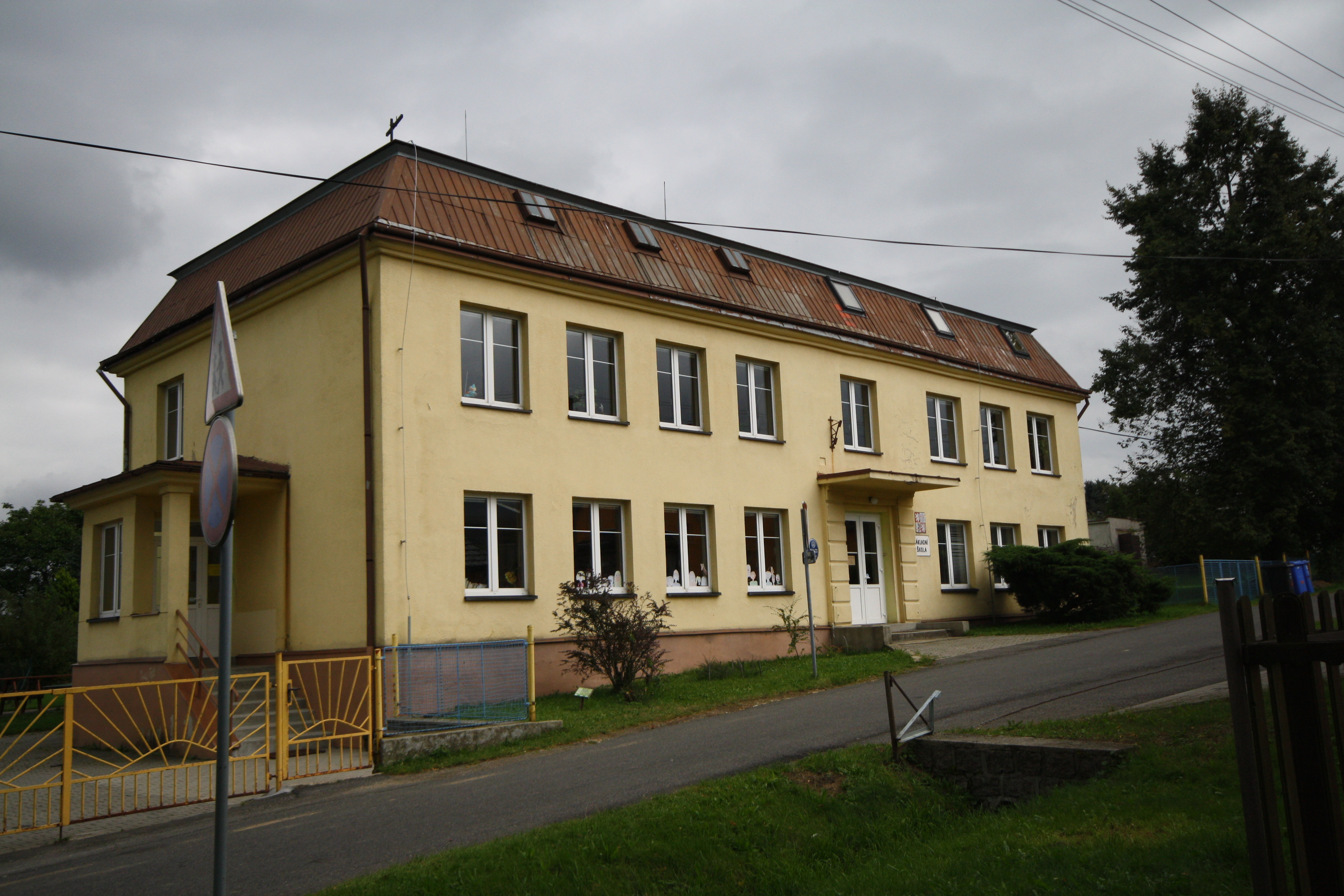
Základní škola v Horní Suché

## Doprava
Veřejnou dopravu zajišťuje linka č. 16 liberecké MHD. Čtvrtí prochází také železniční trať 086 z Liberce do České Lípy, nenachází se zde ale žádná zastávka.